# Funks Grove
Funks Grove est une communauté non incorporée du comté de McLean en Illinois.
Elle est inscrite au programme de conservation National Natural Landmark. Le Sugar Grove Nature Center, organisme a but non lucratif de préservation de la nature, y a ouvert en 2004.